# ليوبرورلين
ليوبرورلين (بالإنجليزية leuprorelin) ويعرف أيضا ب (ليوبرولايد) , هو نسخة مصنعة من هرمون يستخدم لعلاج سرطان البروستاتا، وسرطان الثدي، بطانة الرحم، الأورام الليفية الرحمية، والبلوغ المبكر. ويعطى عن طريق الحقن في العضلات أو تحت الجلد.
الآثار الجانبية الشائعة تشمل ومضات ساخنة، والمزاج غير المستقر، مشاكل في النوم، والصداع، والألم في مكان الحقن، الآثار الجانبية الأخرى قد تشمل ارتفاع نسبة السكر في الدم، الحساسية، ومشاكل في الغدة النخامية. استخدامه أثناء الحمل قد يضر الطفل. وهو يعمل عن طريق خفض وظيفة الغدد التناسلية وبالتالي تقليل التستوستيرون واستراديول.
تمت الموافقة على ليوبروريلين للاستخدام الطبى في الولايات المتحدة في عام 1985, وهو مدرج في قائمة الأدوية الأساسية لمنظمة الصحة العالمية، وهي الأدوية الأكثر فعالية وأمانا اللازمة في النظام الصحي. في المملكة المتحدة الجرعة الشهرية تكلف NHS حوالي 75.24 جنيه. في الولايات المتحدة تكلفة الجرعة المكافئة لديها 1011.93 دولار أمريكي. يباع تحت اسم العلامة التجارية لوبرون.

## الاستخدامات الطبية
ليوبروريلين يمكن أن يستخدم في علاج سرطانات تستجيب للهرمونات مثل سرطان البروستاتا وسرطان الثدي، ويمكن أيضا أن يستخدم لظروف تعتمد على هرمون الاستروجين  مثل بطانة الرحم أو الأورام الليفية الرحمية، ويمكن استخدامه للبلوغ المبكر في كل من الذكور والإناث  ، ومنع الإباضة المبكرة في دورات التحفيز المبيضية التي تسيطر عليها في الإخصاب في المختبر.
وغالبا ما تستخدم ليوبروريلين، جنبا إلى جنب مع تريبتوريلين وغوسريلين لتأخير سن البلوغ في الشباب المتحولين جنسيا حتى يتم بلوغهم بشكل كافي لبدء العلاج بالهرمونات البديلة. كما أنها تستخدم في بعض الأحيان كبدائل متفوقة لمكافحة الاندروجين مثل السبيرونولاكتون وسيبروتيرون اسيتيت لقمع إنتاج هرمون تستوستيرون عند النساء.

## الأعراض الجانبية
الآثار الجانبية الشائعة لحقن اللوبرون تشمل احمرار / الحرق / اللدغة / ألم / كدمات في موقع الحقن، ومضات ساخنة (احمرار)، وزيادة التعرق، والتعرق الليلي، والتعب، والصداع، واضطراب في المعدة، والغثيان، والإسهال، والإمساك، وآلام في المعدة، وتورم الثدي أو طراوته، حب الشباب، وآلام المفاصل / العضلات، واضطرابات النوم (الأرق)، وانخفاض الاهتمام الجنسي، وعدم الراحة المهبلية / جفاف / الحكة / التفريغ، والنزيف المهبلي، وتورم الكاحلين / القدمين، وزيادة التبول ليلا، والدوخة، والضعف، وقشعريرة، رطوبة الجلد، احمرار الجلد، والحكة، وألم الخصية، والعجز، والاكتئاب، أو مشاكل الذاكرة.

## آلية العمل
ليوبروريلين يعمل كمحرضات لمستقبلات الغدة النخامية، عن طريق مقاطعة التحفيز النابض الطبيعي وبالتالي إزالة الحساسية، فإن إفراز هرمون (gonadotropins luteinizing) وهرمون (follicle-stimulating) ينخفضان بشكل غير مباشر من الغدة النخامية، مما يؤدي إلى قصور الغدد التناسلية وبالتالي انخفاض كبير في استراديول ومستويات هرمون التستوستيرون بغض النظر عن الجنس.

## كيمياء
تسلسل البيبتيدات هو Pyr-His-Trp-Ser-Tyr-D-Leu-Leu-Arg-Pro-NHEt (Pyr = L-Pyroglutamyl)

## المجتمع والثقافة

### الموافقات
•تمت الموافقة على حقن لوبرون لأول مرة من قبل إدارة الاغذية والعقاقير لعلاج سرطان البروستاتا المتقدم في 9 أبريل 1985.
•وقد تمت الموافقة على لوبرون للحقن العضلي الشهري لأول مرة من قبل إدارة الاغذية والعقاقير ليكون مسكنات علاجية لسرطان البروستاتا المتقدمة في 26 يناير 1989، وبعد ذلك في 22.5 ملغ / قارورة و 30 ملغ / قارورة لحقن المستودع العضلي كل 3 و 4 أشهر على التوالي
• تم اعتماد اشكال الجرعات 3.75 ملغ / قارورة و 11.25 ملغ / قارورة لحقن ما تحت الجلد كل شهر وكل 3 أشهر، وعلى التوالي تم اعتماد 7.5 ملغ / قارورة، 11.25 ملغ / قارورة، و 15 ملغ / قارورة لعلاج بطانة الرحم أو الأورام الليفية لحقن تحت الجلد لعلاج الأطفال الذين يعانون من البلوغ المبكر المركزي.
•فيادور (72 ملغ سنويا زرع تحت الجلد) تمت الوافقة عليه اولا من قبل إدارة الاغذية والعقاقير للمعالجة المسكنة من سرطان البروستاتا المتقدمة في 6 مارس 2000. وستقوم BAYER بتنفيذ الطلبات حتى يتم استنفاد الإمدادات الحالية، المتوقع بحلول نهاية أبريل 2008
•تمت الموافقة على إليغارد (7.5 ملغ لحقن مستودع تحت الجلد شهريا) لأول مرة من قبل إدارة الاغذية والعقاقير للمعالجة الملطفة لسرطان البروستاتا المتقدم في 24 يناير 2002، وبعد ذلك في 22.5 ملغ، 30 ملغ، و 45 ملغ جرعة لحقن مستودع تحت الجلد كل 3، 4، و 6 أشهر، على التوالي.
•ليوبرومر 7.5 (7.5 ملغ، مستودع شهر واحد للحقن تحت الجلد) يحتل المرتبة الثانية في تشكيل المخدرات عن طريق الحقن في العالم. يتم استخدامه للعلاجات المسكنة من سرطان البروستاتا المتقدمة، بطانة الرحم والأورام الليفية. تمت الموافقة عليه من قبل وزارة الصحة والتعليم الطبي في إيران.
يتم تسويق ليوبروريلين من قبل BAYER AG تحت اسم العلامة التجارية فيادور، من قبل تولمار تحت اسم العلامة التجارية إليغارد، وتاب فارماكييوتيكالز TAP Pharmaceuticals (1985-2008)، من قبل فاريان دارو باجوه تحت اسم العلامة التجارية ليوبرومر ومختبرات أبوت (2008 الحالية) تحت العلامة التجارية اسم لوبرون. وهو متاح كزراعات بطيئة الظهور أو حقن تحت الجلد / الحقن العضلي.
يتم تسويق ليوبروريلين من قبل ((تاكيدا) المملكة المتحدة) في المملكة المتحدة وأيرلندا كبروستاب SR (حقن لمدة شهر) وبروستاب 3 (حقن لمدة ثلاثة أشهر).

### بروتوكول لوبرون
اقترحت جريدة عام 2005 بأن ليوبروريلين كعلاج ممكن لمرض التوحد  ، فإن طريقة العمل الافتراضية هي الفرضية المتوقفة الآن بأن التوحد سببه الزئبق، مع افتراض إضافي لا أساس له من أن الزئبق يرتبط بشكل لا رجعة فيه بهرمون التستوستيرون، وبالتالي ليوبروريلين يمكن أن يساعد في علاج التوحد عن طريق خفض مستويات هرمون التستوستيرون وبالتالي مستويات الزئبق، ومع ذلك، لا توجد بحوث صالحة علميا أو موثوقة لإظهار فعاليتها في علاج التوحد. وقد تم وصف هذا الاستخدام ب «بروتوكول لوبرون»  ، وكثيرا ما تم منع (مارك جاير Mark Geier)، وهو مؤيد الفرضية، من الإدلاء بشهادته في الحالات ذات الصلة بالتحصين ضد اللقاح على أساس عدم وجود خبير كاف في هذه المسألة بالذات، وتم إلغاء ترخيصه الطبي. وقد أشار الخبراء الطبيون إلى ادعاءات (جاير Geier's)بأنها «علوم غير مرغوب فيها»

## الاستخدامات البيطرية
وقد استخدم ليوبروريلين في حالتين من القوارض مع مرض الغدة الكظرية المزمن، واحد مع فرط التسمم الابتدائي (primary hyperaldosteronism)  ، والآخر مع فرط قشر الكظر (hyperadrenocorticism) 

## الابحاث
اعتبارا من عام 2006 ليوبروريلين كان قيد التحقيق للاستخدام المحتمل في علاج مرض الزهايمر في مراحله الخفيفة –المتوسطة.
وهناك صيغة شفهية من ليوبروريلين قيد التطوير من قبل إنتيريس بيوفارما ومختبرات ونيجين لعلاج بطانة الرحم. وكان أيضا قيد التطوير لعلاج البلوغ المبكر وسرطان البروستاتا والورم الليفي الرحمي، ولكن تم التوقف عن تطوير هذه المؤشرات. صياغة لها اسم العلامة التجارية المؤقتة أوفاريست. اعتبارا من ديسمبر 2017، هو في المرحلة الثانية للتجارب السريرية ل بطانة الرحم.

## روابط خارجية
- Lupron Injection (package insert from abbott)
- Reforming (purportedly) Non-Punitive Responses to Sexual Offending (journal article discussing use of Lupron as a form of reforming sex offender law)